# LAVIE

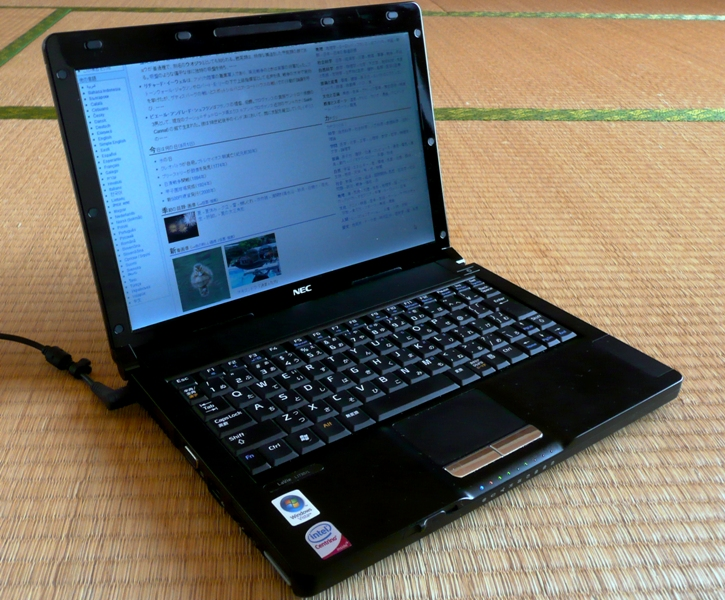
LaVie LJ730/L

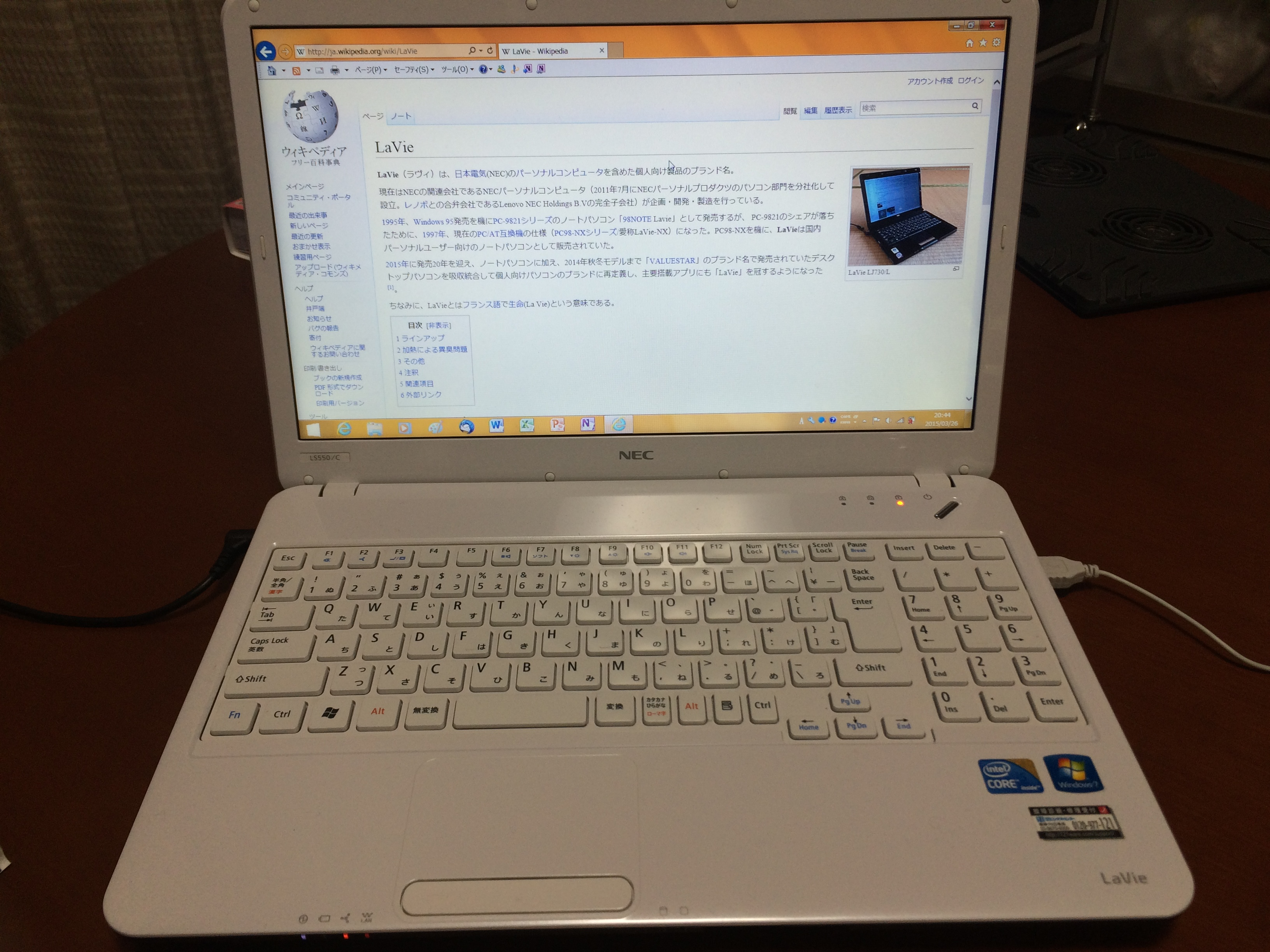
LaVie LS550/C

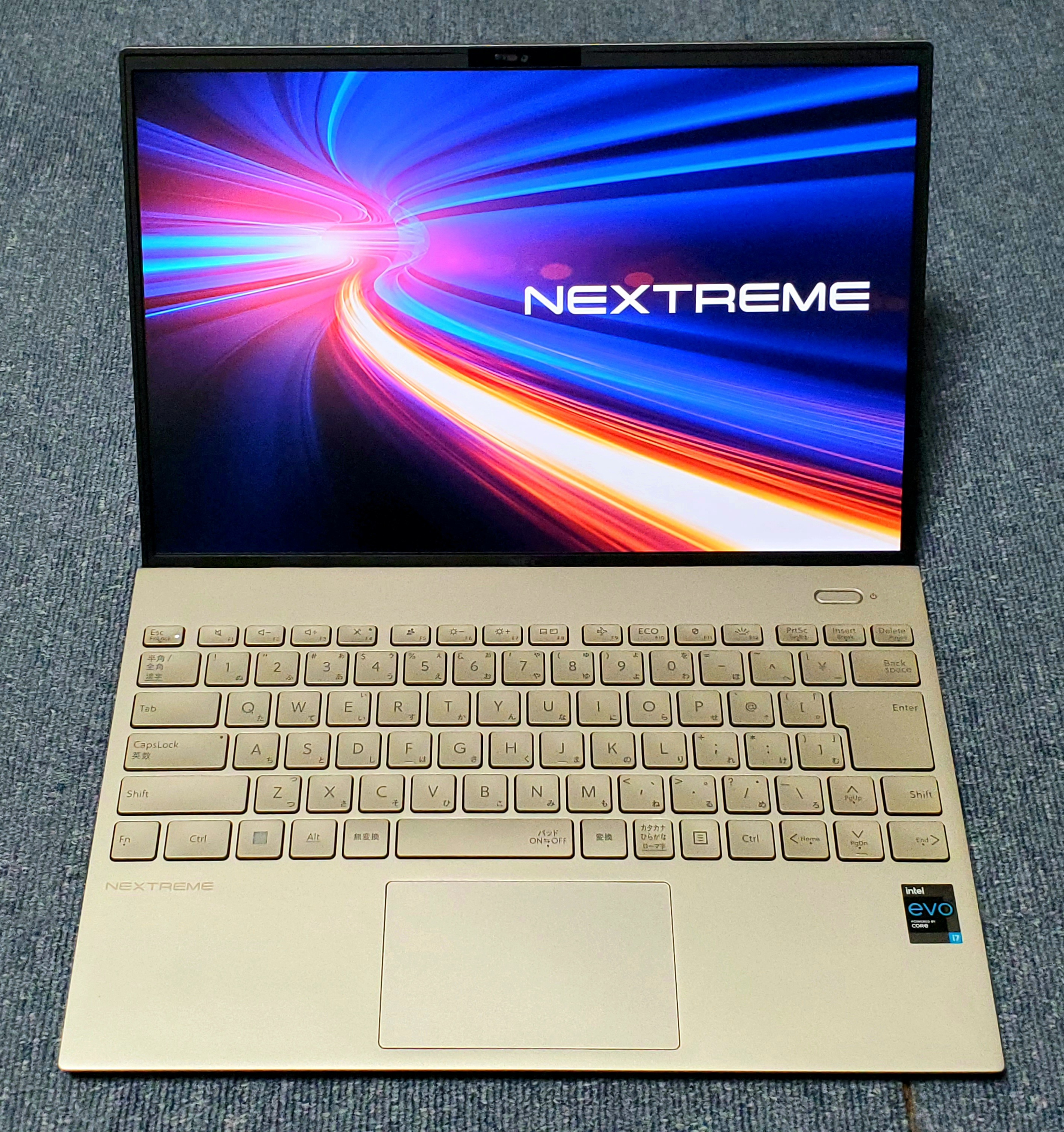
LAVIE NEXTREME Carbon XC750

LAVIE（ラヴィ、過去名：LaVie）は、日本電気 (NEC) のパーソナルコンピュータを含めた個人向け製品のブランド名。
2011年7月、NEC・レノボ両社出資による合弁会社であるLenovo NEC Holdings B.V傘下の100%子会社として、NECパーソナルプロダクツのパソコン事業を分離したNECパーソナルコンピュータが企画・開発・製造を行っている。

## 概要
1995年、Windows 95の発売を機にPC-9821シリーズのノートパソコン「98NOTE Lavie」として発売されるが、PC-9821のシェアが落ちたことから、1997年以降はPC/AT互換機の仕様（PC98-NXシリーズ/愛称：LaVie-NX）に変更された。PC98-NXを機に、LaVieは国内パーソナルユーザー向けのノートパソコンとして販売されていた。
2004年春モデル（2004年1月発売）で、発売以来初めてブランドロゴが変更されて2代目に移行した（デスクトップパソコンの「VALUESTAR」も同時にブランドロゴを変更して2代目となった）。
2015年に発売20年を迎えると、ノートパソコンに加えて2014年秋冬モデルまで「VALUESTAR」のブランド名で発売されていたデスクトップパソコンを吸収統合して個人向けパソコンのブランドに再定義し、主要搭載アプリにも「LaVie」を冠するようになった。2015年夏モデルで大文字表記の「LAVIE」に改めるとともに、ロゴマークも約11年4か月ぶりに変わり、ロゴの左側に2つの直角二等辺三角形で構成された「Wトライアングル」を組み合わせた3代目へ移行した。
なお、LAVIEとはフランス語で生命 (La Vie) という意味である。

## ラインアップ
LaVieの機種一覧を参照。

## その他
- 初代LaVie NX（LVシリーズ）ではPC-9821Nw150やNr300と同様の筐体を採用しており、キーボードの配列を除けば外観は大差がなかった。また、Nw150同様のフラットパネルスピーカーを液晶パネル裏側に収納できる機種も存在した。
- LaVie C、NではWebカメラが搭載されており、このWebカメラを使いWindowsにログオンできるようになっている。近年のモデルでは、機種によってWindows Hello対応の顔認証カメラもしくは指紋認証モジュールが搭載されており、それによってログオンが可能になっている。
- 2008年6月10日、NECは「LaVie L/F」「LaVie G タイプL/タイプF」の一部製品で液晶ディスプレイ接続部余裕が少ない状態で組み立てられたことにより異臭・発煙する可能性があると発表した。対象は2003年5月から2004年8月にかけて出荷された製品となっており、これらの製品のうちの一部が液晶ディスプレイの一時的消灯/点滅といった予兆後に、液晶ディスプレイ取り付け部からわずかな異臭・発煙が発生する可能性がある[6]。

## CM
PC98-NXシリーズ#イメージキャラクターを参照。